# Autoélagage

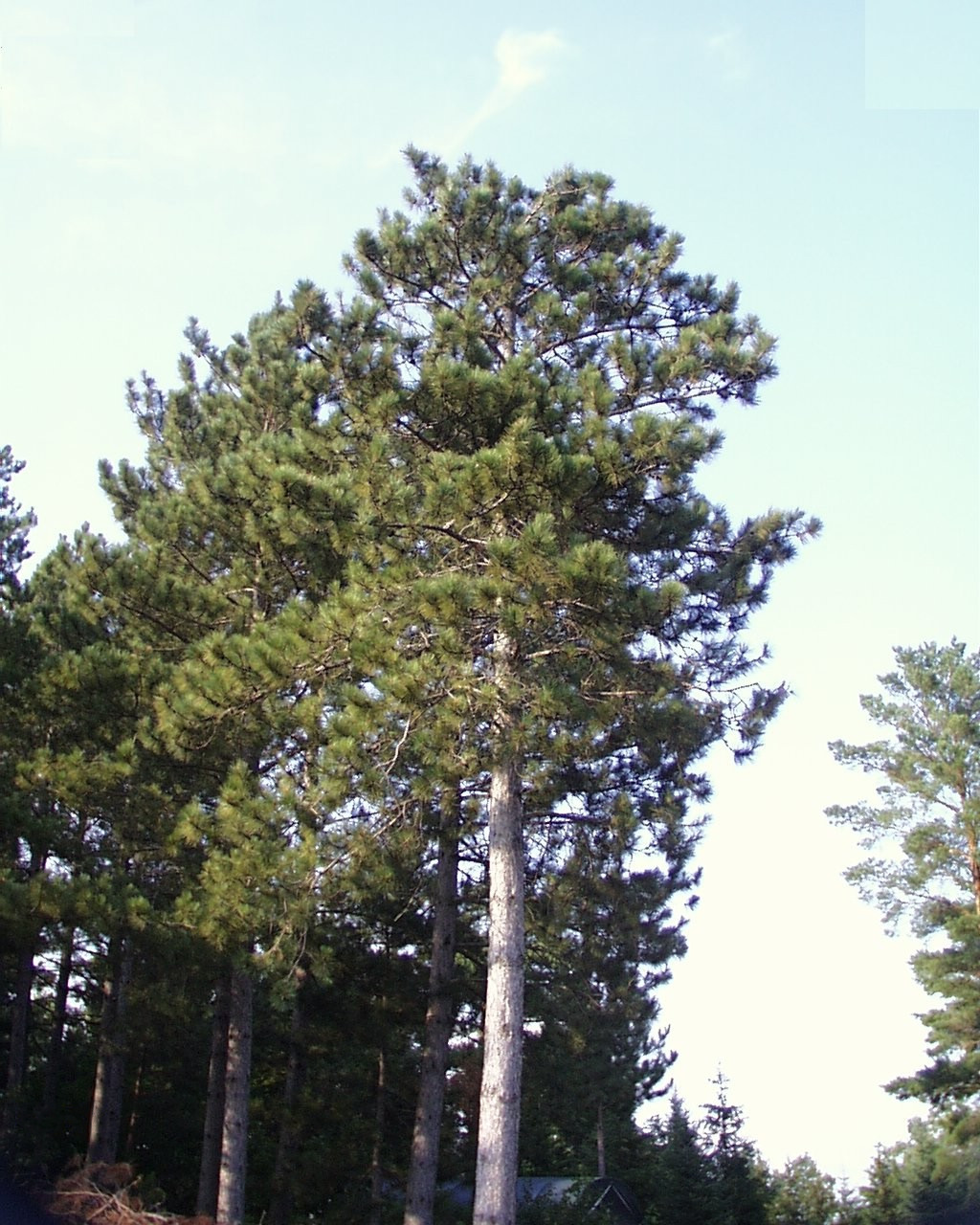
Autoélagage des basses branches mortes du pin rouge.

L'autoélagage, appelé aussi élagage naturel, est la capacité naturelle qu'ont les branches de la plupart des essences d'arbres, lorsqu'elles sont moins bien alimentées (donc moins vigoureuses), à l'ombre de branches supérieures (branches basses ou tombantes), ou trop à l'intérieur du houppier, à dépérir et se dévitaliser, et à se détacher du tronc, sans y laisser de blessures durables et importantes. Il explique que dans les peuplements denses forestiers, et dans les forêts primaires non gérées et non plantées, les troncs soient généralement très longs et rectilignes.
Une fois tombé au sol, le bois mort est dégradé par les organismes saproxylophages et pour partie réintégré dans l'écosystème local via l'humus notamment.
L'autoélagage de la partie basse du tronc se produit surtout dans la plupart des forêts primaires. 

## Processus

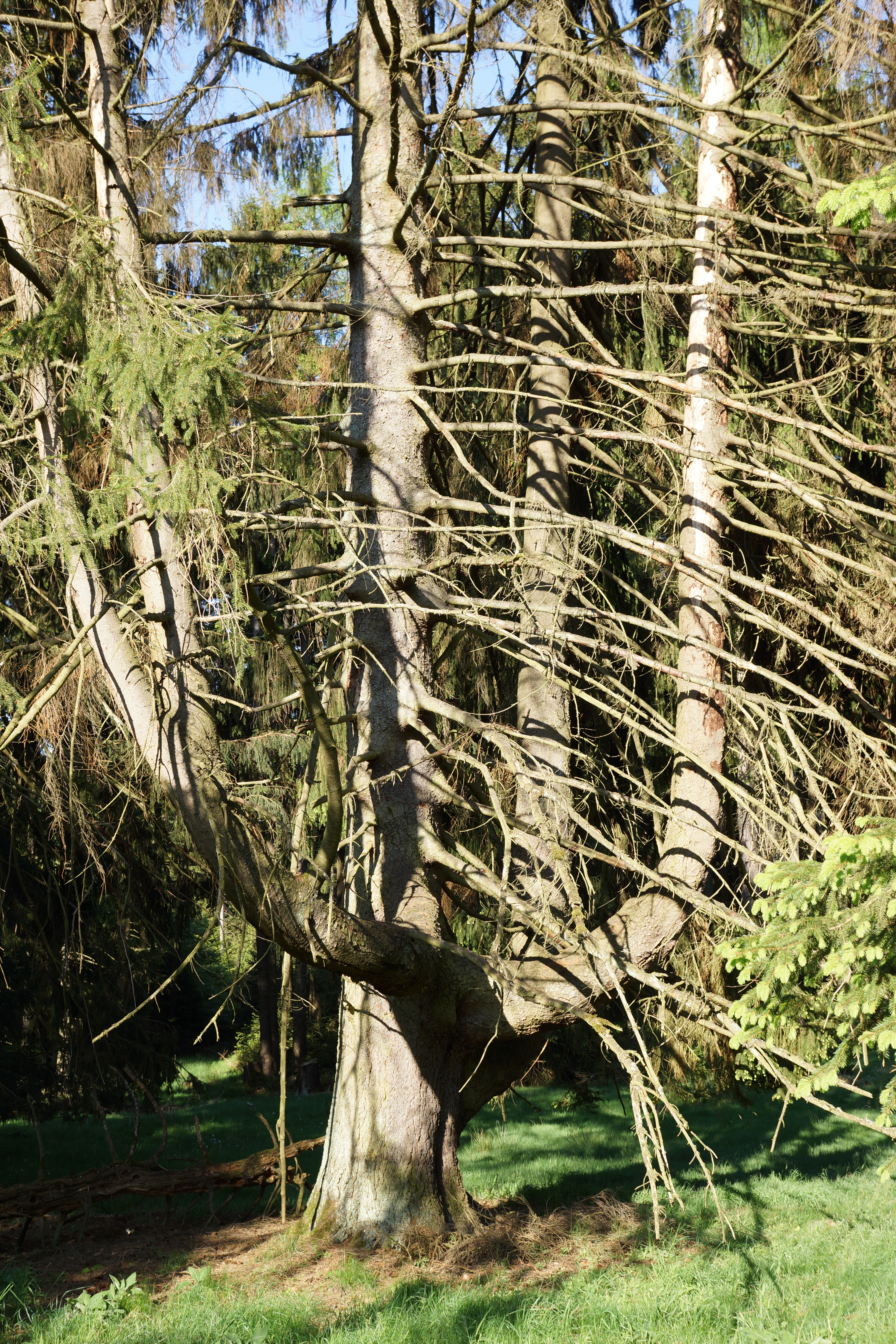
Épicéa très branchu, montrant que l'élagage naturel est inexistant en pleine lumière, très lent (arbre dans un milieu défavorable aux organismes décomposant le bois) ou au contraire vigoureux (à la suite d'un stress biotique ou abiotique, reprise de pousse de branches latérales, ces rejets développant un coude qui donne à l'arbre une silhouette de baïonnette).

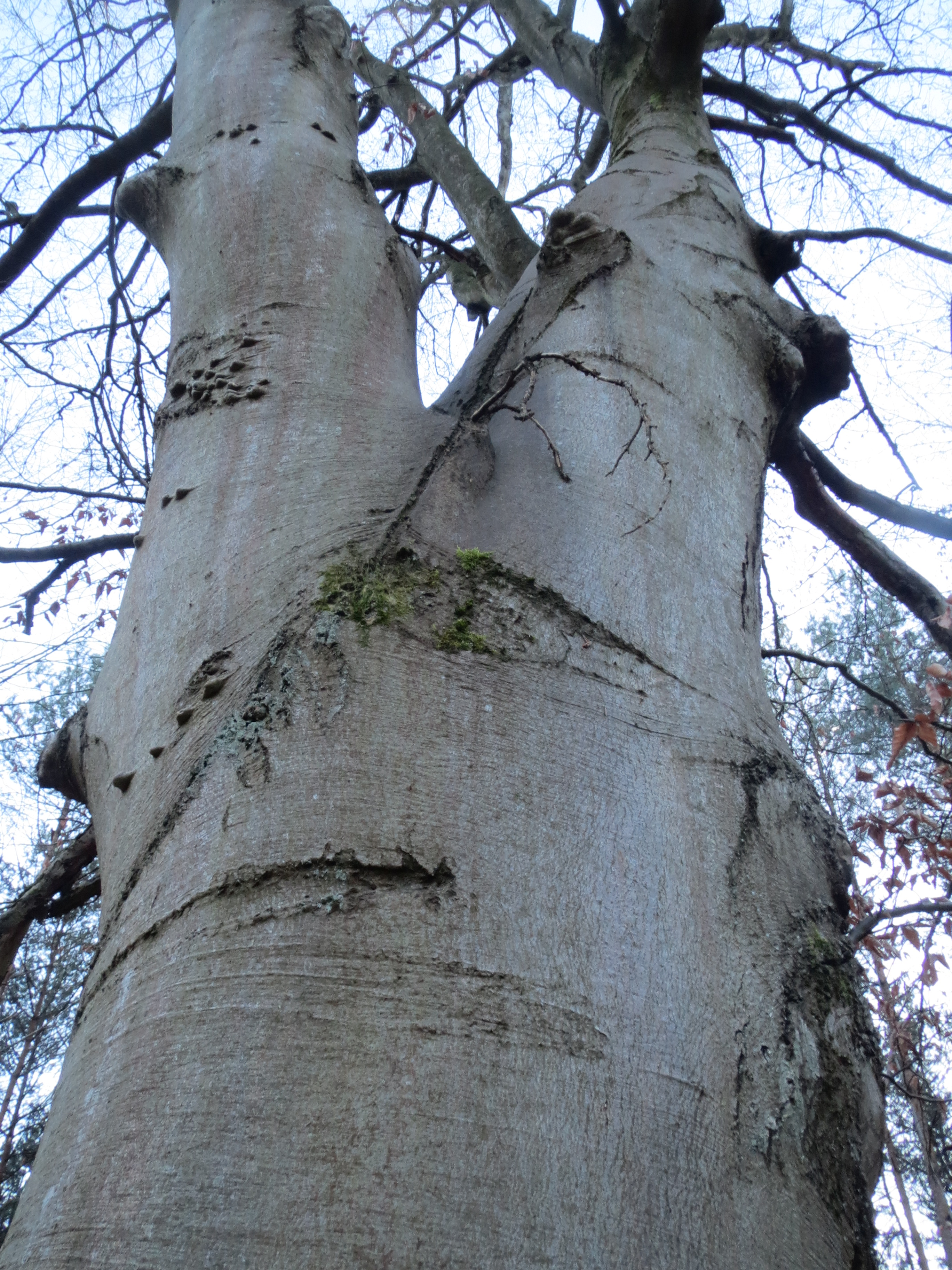
La mauvaise aptitude à l'autoélagage chez le hêtre commun se caractérise par la persistance sur la partie inférieure du tronc, de grosses branches qui forment un angle aigu avec le fût, de trous laissés par la chute tardive (et difficile) de ces branches, ou par une écorce parsemée d'étranges « yeux » (cicatrisations entourées des deux brins pendants, appelées « moustaches de chinois » à bouche ouverte).

L'élagage naturel élimine trois types de branches : 
1. les branches affaiblies (parasitisme de faiblesse) ;
2. les branches mortes à la suite de cet affaiblissement, par exemple tuées par des champignons localement parasites[3] ;
3. les branches ne trouvant plus assez de lumière par exemple parce qu'en concurrence avec des arbres voisins proches (la photonastie ne suffit plus ni d'autres formes de gestion par l'architecture du végétal)[4].

L'autoélagage est associé à un processus de cicatrisation et de re-fermeture de l'écorce, empêchant ainsi des pathogènes de s'installer et favorisant la croissance d'un tronc exempt de nœuds, doté d'une plus grande résistance mécanique. Il se révèle donc utile à la fois pour la vie de l'arbre et pour la qualité du bois ; c'est le phénomène inverse de l'apparition de gourmands ou rejets de souche, qui est cependant aussi induit par des phytochromes.
Plusieurs mécanismes principaux expliquent ce processus : 
1. L'autoélagage par cladoptose ; les phytochromes sont situés dans les feuilles[4]. Ces photorécepteurs réagissent aux changements lumineux de l'environnement proche, en particulier les phytochromes sensibles au « rouge lointain » et ceux qui réagissent à la lumière bleue (via les cryptochromes et les phototropines dans ce dernier cas)[4]. Ces derniers sont à la base d'une signalisation (via les « Phytochrome interacting factors », impliquant des hormones et d'autres régulateurs). Si cette signalisation ne peut conduire à des réponses d'évitement de l'ombre (hyponastie, allongement de la tige et des pétioles), elle peut se traduire par une dominance apicale pour lancer l'arbre vers la canopée, et l'auto-élagage[4] ;
2. L'autoélagage par des champignons spécialisés dans la vie sur branches mortes.

### Cladoptose
Ce processus implique l'existence, à la base des branches, d'une zone d'abscission constituée essentiellement d'un parenchyme peu vascularisé et sans fibres lignifiées. Cette zone est par la suite recouverte ou non par un tissu ligneux qui consolide la branche (phénomène de compartimentation) ; si ce recouvrement ne se produit pas, l'action du vent ou d'autres contraintes externes font chuter les branches possédant cette zone, avant qu'elles aient séché et alors qu'elles portent encore des feuilles. Ce processus de termine par la formation d'un bourrelet de cicatrisation.

### Champignons spécialisés dans la vie sur la branche morte
Ce processus implique l'activité d'une communauté microbienne spécialisée qui parasite les tissus ligneux affaiblis (organismes biotrophes), les tue puis décompose les branches manquant de lumière (organismes nécrotrophes), ou simplement des micro-organismes saprotrophes (saproxyliques et saproxylophages) qui consomment des branches déjà mortes. Plusieurs études mettent en évidence la diversité taxonomique de ce groupe d'« élagueurs » : Stereum gausapatum, Vuilleminia comedens (ceb), Peniophora quercina, Phellinus ferreus (en), Phlebia rufa sur les branches de chênes ; Daldinia concentrica, Hypoxylon rubiginosum, Peniophora lycii et Peniophora quercina sur celles de frêne,.
L'absence de la communauté microbienne associée à des arbres importés dans une région et propre à chaque espèce ligneuse (épicéas en plaine, Pin de Monterey et cyprès introduits de Californie en Bretagne) a pour conséquence que l'élagage naturel ne s'effectue plus. L'aspect lisse du tronc correspond ainsi à une sculpture microbienne, les agents d'élagage étant des champignons microscopiques.

## Intérêt économique et technique
Un auto-élagage précoce de l'arbre produit un bois dont les nœuds sont plus petits, moins visibles et moins nombreux, car les branches en sont tombées d'elles-mêmes alors qu'elles étaient encore minces, en ne laissant que de discrètes cicatrices et des cernes annuels beaucoup plus réguliers. 
De plus, la hauteur du tronc autoélagué influe sur la longueur de la partie marchande du fût de l'arbre.

## Favoriser l'autoélagage
Certaines écoles sylvicoles, telle que Prosilva prônent une gestion proche de la nature et « pied à pied » qui permet d'éviter les coupes rases, afin de favoriser l'autoélagage qui produit le plus souvent des troncs bien rectilignes, tout en évitant les structures épicormiques qui déprécient le bois.
Le gainage des arbres par des herbacées, puis des buissons favorise aussi un tronc élancé qui cherche la lumière, et l'autoélagage du jeune arbre exposé au soleil.
Favoriser une régénération naturelle dense produit le même effet, avec une importante sélection naturelle.